# 門倉俊雄
門倉 俊雄（かどくら としお、1969年 - ）は、日本の平和学者。専門は北アイルランド問題。
神奈川県横浜市出身。文教大学国際学部を卒業後、北アイルランドのアルスター大学大学院においてMAを取得した。

## 著作

### 共著
- 「Reading Northern Ireland 北アイルランドへの招待」（金星堂、2002年）

### 訳書
- 「北アイルランド現代史　紛争から和平へ」（Paul Arthur、Keith Jeffery著、彩流社、2004年）

| スタブアイコン | サブスタブ | この項目は、まだ閲覧者の調べものの参照としては役立たない、人物に関連した書きかけの項目です。この項目を加筆・訂正などしてくださる協力者を求めています（P:人物伝/PJ:人物伝）。 |